# 伊莱恩·艾凯
伊莱恩•艾凯（Elaine Equi，1953年—），美国女诗人。

## 生平
伊莱恩·艾凯1953年生于美国伊利诺伊州橡樹園，在哥伦比亚学院先后获得学士学位和硕士学位。毕业后留校任教，并主持多年诗歌写作工作坊。1978年出版第一部诗集Federal Women，目前已出版十余本诗集，现执教于纽约新学院。她说：“我的诗歌大部分内容都相当易懂，这一点让我颇感欣慰。我并非刻意为之，但我很清楚自己的观众感是一种文学与非文学的杂糅。另一方面，我喜欢让事情（特别是语言）尽量有趣。多年来，我的作品受到许多风格的启发，如超现实主义，有形诗，还有中国古典诗歌，所以它并非简易明了——不过坚守着极简抽象主义罢了。”